# Cullen (plante)
Pour les articles homonymes, voir Cullen.
Genre
Cullen est un genre de plantes à fleurs dicotylédones de la famille des Fabaceae, sous-famille des Faboideae, originaire d'Afrique, d'Asie et d'Australie, qui comprend 13 espèces acceptées.

## Liste d'espèces
Selon The Plant List (22 septembre 2018) :
- Cullen americanum (L.) Rydb.
- Cullen australasicum (Schltdl.) J.W. Grimes
- Cullen badocanum (Blanco) Verdc.
- Cullen biflora (Harv.) C.H.Stirt.
- Cullen corylifolium (L.) Medik.
- Cullen drupaceum (Bunge) C.H.Stirt.
- Cullen gaudichaudianum (Decne.) J.W.Grimes
- Cullen holubii (Burtt Davy) C.H.Stirt.
- Cullen jaubertianum (Fenzl) C.H.Stirt.
- Cullen pallidum (N.T. Burb.) J.W. Grimes
- Cullen plicatum (Delile) C.H.Stirt.
- Cullen stipulaceum (Decne.) J.W.Grimes
- Cullen tomentosum (Thunb.) J.W.Grimes